# ألفرد رينولدز (كاتب)
ألفرد رينولدز (بالمجرية: Reinhold Alfréd) هو كاتب وشاعر مجري، ولد في 13 ديسمبر 1907، وتوفي في 1993.